# Ronja Røverdatter (film)
 For alternative betydninger, se Ronja Røverdatter (flertydig). (Se også artikler, som begynder med Ronja Røverdatter)
Ronja Røverdatter (svensk: Ronja Rövardotter) er en svensk film fra 1984, instrueret af Tage Danielsson. Filmen er baseret på Astrid Lindgrens bog Ronja Røverdatter fra 1981.
Hovedpersonen Ronja er en pige på ca. 10 år. Man følger hende to somre og en vinter. Hun er datter af en røverhøvding, og historien handler om, hvordan hun bliver mere selvstændig og gør oprør mod sin far.

## Medvirkede
- Hanna Zetterberg – Ronja
- Lena Nyman – Lovis
- Börje Ahlstedt – Mattis
- Dan Håfström – Birk
- Per Oscarsson – Borka
- Med Reventberg – Undis
- Allan Edwall – Skalle-Per
- Ulf Isenborg – Fjosok
- Henry Ottenby – Knotas
- Björn Wallde – Sturkas
- Tommy Körberg – Lill-Klippen
- Rune Andersson – Turre
- Claes Janson – Tjorm
- Bo Bergstrand – Joen
- Rolf Dahlgren – Pelje
- Verner Hemmingsen – Jutis
- Bo Malmborg – Tjegge
- Ricky Bruch – Labbas
- Anders Alben – Borkarøver 1
- L.O. Abrahamsson – Borkarøver 2
- Lennart Aspegren – Borkarøver 3
- Lennart Cederberg – Borkarøver 4
- Håkan Freij – Borkarøver 5
- Carl Hellberg – Borkarøver 6
- Zaid Hooshidar – Borkarøver 7
- Stefan Kumberg – Borkarøver 8
- Arne Liljenberg – Borkarøver 9
- Arne Rubensson – Borkarøver 10
- Lars Wallin – Borkarøver 11
- Philip Zandén – adelsherre
- Viveka Anderberg – adelskvinde
- Georg Adelly – munk
- Christian Alfredsson – gårdvagt